# Nolima kantsi
Nolima kantsi is een insect uit de familie van de Mantispidae, die tot de orde netvleugeligen (Neuroptera) behoort. 
Nolima kantsi is voor het eerst wetenschappelijk beschreven door Rehn in 1939.